# Beverly Garland
Beverly Garland, nata Beverly Lucy Fessenden (Santa Cruz, 17 ottobre 1926 – Hollywood Hills, 5 dicembre 2008), è stata un'attrice statunitense.
Recitò dal 1950 al 2004 in oltre 40 film e 140 produzioni televisive. Nel corso della sua carriera, fu accreditata anche con il nome Beverly Campbell.

## Biografia
Beverly Garland nacque a Santa Cruz, in California, il 17 ottobre 1926, figlia di Amelia Rose, una donna d'affari, e James Atkins Fessenden, un cantante e venditore. Beverly crebbe a Glendale, in California ma visse per qualche anno, durante il periodo in cui frequentava la scuola, in Arizona. Debuttò al cinema già nel 1950, a 24 anni, grazie all'agente Ray Cooper, un amico dei genitori, che le fece ottenere una parte nel film Due ore ancora, distribuito nel 1950.
L'attrice è nota soprattutto per il suo lungo lavoro decennale sul piccolo schermo per il quale fu accreditata diverse volte per numerose interpretazioni, tra cui quelle di Casey Jones in 38 episodi della serie Una donna poliziotto dal 1957 al 1958, Ellie Collins in 27 episodi della serie The Bing Crosby Show dal 1964 al 1965, Barbara Harper Douglas in 74 episodi della serie Io e i miei tre figli dal 1969 al 1972, Dorothy 'Dotty' West in 89 episodi della serie Top Secret dal 1983 al 1987, Ellen Lane in 6 episodi della serie Lois & Clark - Le nuove avventure di Superman dal 1996 al 1997 e Ginger in 9 episodi della serie Settimo cielo dal 1997 al 2004. Diede inoltre vita a numerosi personaggi minori in molti episodi di serie televisive collezionando diverse apparizioni come guest star dagli anni cinquanta agli anni novanta.
Fu inoltre accreditata in diverse produzioni cinematografiche per le quali interpretò numerosi personaggi, come Alice Pyncheon in L'esperimento del dottor Zagros del 1963 e la madre in Dove cresce la felce rossa del 1974.
Fu accreditata per l'ultima volta sugli schermi televisivi in un episodio trasmesso il 30 ottobre 2001, intitolato Indian Summer e facente parte della serie The Guardian. Per il cinema recitò invece per l'ultima volta nel 2003 quando interpretò Katherine nel film If.
Ha gestito per anni il Beverly Garland Holiday Inn, un hotel a North Hollywood. Sposò l'uomo d'affari Filmore Crank che morì a 39 anni nel 1999. La figlia di Garland, Carrington Garland, ha portato avanti una breve carriera di attrice televisiva, interpretando in particolare il personaggio di Kelly Capwell nella soap opera Santa Barbara. Beverly Garland morì a Hollywood Hills, in California, il 5 dicembre 2008 e fu cremata.

## Filmografia

### Cinema
- Due ore ancora (D.O.A.), regia di Rudolph Maté (1950)
- L'indossatrice (A Life of Her Own), regia di George Cukor (1950)
- Matrimonio all'alba (Strictly Dishonorable), regia di Melvin Frank e Norman Panama (1951)
- Fearless Fagan, regia di Stanley Donen (1952)
- Problem Girls, regia di Ewald André Dupont (1953)
- The Neanderthal Man, regia di Ewald André Dupont (1953)
- Delitto alla televisione (The Glass Web), regia di Jack Arnold (1953)
- Bitter Creek, regia di Thomas Carr (1954)
- The Rocket Man, regia di Oscar Rudolph (1954)
- Asfalto rosso (The Miami Story), regia di Fred F. Sears (1954)
- Desperado (The Desperado), regia di Thomas Carr (1954)
- L'orma del leopardo (Killer Leopard), regia di Ford Beebe (1954)
- Two Guns and a Badge, regia di Lewis D. Collins (1954)
- Rivolta al molo n. 6 (New Orleans Uncensored), regia di William Castle (1955)
- Ore disperate (The Desperate Hours), regia di William Wyler (1955)
- Sudden Danger, regia di Hubert Cornfield (1955)
- Anonima delitti (New York Confidential), regia di Russell Rouse (1955) - non accreditata
- Giungla d'acciaio (The Steel Jungle), regia di Walter Doniger (1956)
- Il mercenario della morte (Gunslinger), regia di Roger Corman (1956)
- Il conquistatore del mondo (It Conquered the World), regia di Roger Corman (1956)
- Le donne della palude (Swamp Women), regia di Roger Corman (1956)
- Kurussù la bestia delle amazzoni (Curucu, Beast of the Amazon), regia di Curt Siodmak (1956)
- The Go-Getter, regia di Leslie Goodwins e Leigh Jason (1956)
- Paradiso nudo (Naked Paradise), regia di Roger Corman (1957)
- Il vampiro del pianeta rosso (Not of This Earth), regia di Roger Corman (1957)
- Badlands of Montana, regia di Daniel B. Ullman (1957)
- Anonima omicidi (Chicago Confidential), regia di Sidney Salkow (1957)
- Il jolly è impazzito (The Joker Is Wild), regia di Charles Vidor (1957)
- La vendetta del tenente Brown (The Saga of Hemp Brown), regia di Richard Carlson (1958)
- Uomini coccodrillo (The Alligator People), regia di Roy Del Ruth (1959)
- Stark Fear, regia di Ned Hockman e, non accreditato, Skip Homeier (1962)
- L'esperimento del dottor Zagros (Twice-Told Tales), regia di Sidney Salkow (1963)
- Salome '73, regia di Odoardo Fiory (1965)
- Dolce veleno (Pretty Poison), regia di Noel Black (1968)
- Lo specchio della follia (The Mad Room), regia di Bernard Girard (1969)
- Dove cresce la felce rossa (Where the Red Fern Grows), regia di Norman Tokar (1974)
- The Day the Earth Moved, regia di Robert Michael Lewis (1974)
- Airport '75 (Airport 1975), regia di Jack Smight (1974)
- Sixth and Main, regia di Christopher Cain (1977)
- Roller Boogie, regia di Mark L. Lester (1979)
- Amarti a New York (It's My Turn), regia di Claudia Weill (1980)
- Gamble on Love, regia di Jim Balden (1982)
- Death Falls, regia di June Samson (1991)
- If, regia di Lisa Stoll (2003)

### Televisione
- Mama Rosa – serie TV (1950)
- Il cavaliere solitario (The Lone Ranger) – serie TV, un episodio (1950)
- Four Star Playhouse – serie TV, 4 episodi (1954-1956)
- Lux Video Theatre – serie TV, 5 episodi (1954-1957)
- The Web – serie TV, un episodio (1954)
- Medic – serie TV, un episodio (1954)
- I segreti della metropoli (Big Town) – serie TV, un episodio (1954)
- The Star and the Story – serie TV, 3 episodi (1955-1956)
- Scienza e fantasia (Science Fiction Theatre) – serie TV, episodi 1x20-1x39 (1955-1956)
- The Millionaire – serie TV, 2 episodi (1955-1959)
- The Lone Wolf – serie TV, un episodio (1955)
- City Detective – serie TV, un episodio (1955)
- Damon Runyon Theater – serie TV, episodio 1x06 (1955)
- The Pepsi-Cola Playhouse – serie TV, un episodio (1955)
- Schlitz Playhouse of Stars – serie TV, un episodio (1955)
- Soldiers of Fortune – serie TV, un episodio (1955)
- Studio 57 – serie TV, un episodio (1955)
- Navy Log – serie TV, episodio 1x08 (1955)
- Frontier – serie TV, un episodio (1955)
- Wire Service – serie TV, episodi 1x04-1x20 (1956-1957)
- Climax! – serie TV, 3 episodi (1956-1957)
- I racconti del West (Zane Grey Theater) – serie TV, 4 episodi (1956-1961)
- Chevron Hall of Stars – serie TV, un episodio (1956)
- Star Stage – serie TV, un episodio (1956)
- State Trooper – serie TV, un episodio (1956)
- Front Row Center – serie TV, un episodio (1956)
- Crusader – serie TV, episodio 1x26 (1956)
- The Ford Television Theatre – serie TV, un episodio (1956)
- Una donna poliziotto (Decoy) – serie TV, 38 episodi (1957-1959)
- The O. Henry Playhouse – serie TV, un episodio (1957)
- Goodyear Theatre – serie TV, episodio 1x01 (1957)
- Telephone Time – serie TV, episodio 3x08 (1957)
- Playhouse 90 – serie TV, un episodio (1957)
- Gli uomini della prateria (Rawhide) – serie TV, 3 episodi (1959-1963)
- Disneyland – serie TV, 6 episodi (1959-1967)
- Trackdown – serie TV, un episodio (1959)
- Yancy Derringer – serie TV, 2 episodi (1959)
- The Man from Blackhawk – serie TV, un episodio (1959)
- Hawaiian Eye – serie TV, episodio 1x11 (1959)
- Ai confini della realtà (The Twilight Zone) – serie TV, un episodio (1960)
- Perry Mason – serie TV, un episodio (1960)
- Avventure lungo il fiume (Riverboat) – serie TV, un episodio (1960)
- Laramie – serie TV, un episodio (1960)
- Tales of Wells Fargo – serie TV, un episodio (1960)
- Ricercato vivo o morto (Wanted: Dead or Alive) – serie TV, episodio 2x31 (1960)
- Hong Kong – serie TV, episodio 1x04 (1960)
- Coronado 9 – serie TV, 2 episodi (1960)
- Carovana (Stagecoach West) – serie TV, episodio 1x10 (1960)
- Thriller – serie TV, episodio 1x13 (1960)
- Michael Shayne – serie TV episodio 1x11 (1960)
- Il dottor Kildare (Dr. Kildare) – serie TV, 2 episodi (1961-1962)
- Scacco matto (Checkmate) – serie TV, episodio 1x19 (1961)
- Gioco pericoloso (Danger Man) – serie TV, un episodio (1961)
- The Asphalt Jungle – serie TV, un episodio (1961)
- 87ª squadra (87th Precinct) – serie TV, un episodio (1961)
- Bus Stop – serie TV, episodio 1x15 (1962)
- The Dick Powell Show – serie TV, episodio 1x21 (1962)
- Lotta senza quartiere (Cain's Hundred) – serie TV, episodio 1x29 (1962)
- Kraft Mystery Theater – serie TV, un episodio (1962)
- The Nurses – serie TV, episodio 1x02 (1962)
- Going My Way – serie TV, episodio 1x13 (1962)
- Gunsmoke – serie TV, 4 episodi (1963-1970)
- Sam Benedict – serie TV, un episodio (1963)
- Dakota (The Dakotas) – serie TV, episodio 1x16 (1963)
- Il fuggiasco (The Fugitive) – serie TV, un episodio (1963)
- The Farmer's Daughter – serie TV, un episodio (1963)
- Undicesima ora (The Eleventh Hour) – serie TV, un episodio (1963)
- The Bing Crosby Show – serie TV, 27 episodi (1964-1965)
- Calhoun: County Agent, regia di Stuart Rosenberg – film TV (1964)
- The Crisis (Kraft Suspense Theatre) – serie TV, un episodio (1964)
- Insight – serie TV, 7 episodi (1965-1983)
- A Man Called Shenandoah – serie TV, episodio 1x01 (1965)
- Laredo – serie TV, un episodio (1965)
- Cavaliere solitario (The Loner) – serie TV, un episodio (1966)
- Pistols 'n' Petticoats – serie TV, un episodio (1966)
- Selvaggio west (The Wild Wild West) – serie TV, 2 episodi (1967-1969)
- Al banco della difesa (Judd for the Defense) – serie TV, un episodio (1967)
- Mannix – serie TV, 3 episodi (1968-1973)
- The Mothers-In-Law – serie TV, un episodio (1968)
- Io e i miei tre figli (My Three Sons) – serie TV, 74 episodi (1969-1972)
- Lancer – serie TV, episodio 1x26 (1969)
- Here's Lucy – serie TV, un episodio (1969)
- Cutter's Trail, regia di Vincent McEveety – film TV (1970)
- Dove vai Bronson? (Then Came Bronson) – serie TV, un episodio (1970)
- And Then They Forgot God, regia di Sy Salkowitz – film TV (1971)
- Marcus Welby (Marcus Welby, M.D.) – serie TV, 2 episodi (1972-1975)
- Say Goodbye, Maggie Cole, regia di Jud Taylor – film TV (1972)
- Mod Squad, i ragazzi di Greer (The Mod Squad) – serie TV, un episodio (1972)
- Temperatures Rising – serie TV, un episodio (1972)
- The Weekend Nun, regia di Jeannot Szwarc – film TV (1972)
- Voyage of the Eyes, regia di Lee H. Katzin – film TV (1972)
- Voyage of the Yes – film TV (1973)
- Difesa a oltranza (Owen Marshall, Counselor at Law) – serie TV, un episodio (1973)
- A tutte le auto della polizia (The Rookies) – serie TV, un episodio (1973)
- Cannon – serie TV, un episodio (1973)
- The New Adventures of Perry Mason – serie TV, un episodio (1973)
- Love, American Style – serie TV, un episodio (1973)
- Medical Center – serie TV, 2 episodi (1974-1975)
- Doc Elliot – serie TV, un episodio (1974)
- Unwed Father, regia di Jeremy Kagan – film TV (1974)
- The Healers, regia di Tom Gries – film TV (1974)
- The Day the Earth Moved – film TV (1974)
- Il pianeta delle scimmie (Planet of the Apes) – serie TV, un episodio (1974)
- Ironside – serie TV, un episodio (1974)
- The Wide World of Mystery – serie TV, un episodio (1975)
- Kung Fu – serie TV, un episodio (1975)
- Mary Tyler Moore – serie TV, un episodio (1975)
- Mary Hartman, Mary Hartman – serie TV, un episodio (1976)
- Switch – serie TV, un episodio (1976)
- L'uomo da sei milioni di dollari (The Six Million Dollar Man) – serie TV, un episodio (1977)
- Nel tunnel dei misteri con Nancy Drew e gli Hardy Boys (The Hardy Boys/Nancy Drew Mysteries) – serie TV, un episodio (1977)
- Lanigan's Rabbi – serie TV, un episodio (1977)
- L'impareggiabile giudice Franklin (The Tony Randall Show) – serie TV, un episodio (1977)
- Alla conquista del West (How the West Was Won)– miniserie TV, un episodio (1979)
- I grandi eroi della Bibbia (Greatest Heroes of the Bible) – serie TV, un episodio (1979)
- Charlie's Angels – serie TV, episodio 4x13 (1979)
- Trapper John (Trapper John, M.D.) – serie TV, 2 episodi (1980)
- Enos – serie TV, un episodio (1980)
- Cuore e batticuore (Hart to Hart) – serie TV, un episodio (1981)
- Mai dire sì (Remington Steele) – serie TV, 2 episodi (1982-1983)
- Flamingo Road – serie TV, un episodio (1982)
- Magnum, P.I. – serie TV, un episodio (1982)
- Matt Houston – serie TV, un episodio (1982)
- Top Secret (Scarecrow and Mrs. King) – serie TV, 89 episodi (1983-1987)
- This Girl for Hire, regia di Jerry Jameson – film TV (1983)
- Hotel – serie TV, un episodio (1985)
- Detective per amore (Finder of Lost Loves) – serie TV, un episodio (1985)
- Crazy Like a Fox – serie TV, un episodio (1986)
- Heartbeat – serie TV, un episodio (1989)
- Beanpole, regia di Linda Day – film TV (1990)
- The World's Oldest Living Bridesmaid, regia di Joseph L. Scanlan – film TV (1990)
- Sons and Daughters – serie TV, un episodio (1991)
- Finding the Way Home, regia di Rod Holcomb – film TV (1991)
- Too the Moon, Alice, regia di Jessie Nelson – film TV (1991)
- Palm Springs, operazione amore (P.S.I. Luv U) – serie TV, un episodio (1991)
- The Wish That Changed Christmas, regia di Catherine Margery – film TV (1991)
- Lois & Clark - Le nuove avventure di Superman (Lois & Clark: The New Adventures of Superman) – serie TV, 6 episodi (1995-1997)
- Hellfire, regia di David Tausik – film TV (1995)
- Friends – serie TV, un episodio (1995)
- Ellen – serie TV, un episodio (1995)
- Detective in corsia (Diagnosis Murder) – serie TV, un episodio (1997)
- Spider-Man – serie TV, un episodio (1997)
- Catastrofici castori (The Angry Beavers) – serie TV, 3 episodi (1998-1999)
- Un angelo poco... custode (Teen Angel) – serie TV, un episodio (1998)
- The Simple Life – serie TV, un episodio (1998)
- National Lampoon's - Vacanze di Natale (Christmas Vacation 2: Cousin Eddie's Island Adventure), regia di Nick Marck (2003) – film TV

## Doppiatrici italiane
- Rosetta Calavetta in Kurussù la bestia delle amazzoni, Lo specchio della follia
- Dhia Cristiani in Il jolly è impazzito, Uomini coccodrillo
- Maria Pia Di Meo in La vendetta del tenente Brown, Charlie's Angels
- Micaela Giustiniani in Il mercenario della morte
- Rita Savagnone in Il vampiro del pianeta rosso
- Anna Miserocchi in Dolce veleno
- Paola Valentini in Due ore ancora (ridoppiaggio)